# Steve Hardwick
Steven Hardwick (sinh ngày 6 tháng 9 năm 1956 tại Mansfield và qua đời ngày 16 tháng 9 năm 2024) là một cựu cầu thủ bóng đá người Anh từng thi đấu ở vị trí thủ môn cho 6 đội bóng chuyên nghiệp trong các thập niên 1970, 1980 & 1990.